# Старі Стрілища
Старі Стрілища — село в Україні, у Львівському районі Львівської області. Населення становить 290 осіб. Орган місцевого самоврядування — Бібрська міська рада.

## Історія
У податковому реєстрі 1515 року повідомляється про неможливість отримання податків з села Стрельчиче (Strelczicze) через зруйнування татарами.

## Політика

### Парламентські вибори, 2019
На позачергових парламентських виборах 2019 року у селі функціонувала окрема виборча дільниця № 460320, розташована у приміщенні народного дому.
Результати
- зареєстровано 178 виборців, явка 65,73%, найбільше голосів віддано за «Європейську Солідарність» — 36,75%, за Радикальну партію Олега Ляшка — 17,95%, за «Слугу народу» — 15,38%.[3] В одномандатному окрузі найбільше голосів отримав Андрій Кіт (самовисування) — 70,94%, за Олега Канівця (Громадянська позиція) — 15,38%, за Андрія Гергерта (Всеукраїнське об'єднання «Свобода») — 5,13%[4].

## Відомі люди

### Народилися
- Ян Ярунтовський[pl], гербу Прус III (1803–1891) — посол до Галицького сейму, посол до Австрійського райхстагу.

### Померли
- Гуляк Юліан Костянтинович — провідник ОУН Чортківської округи (09.1939 — осінь 1940), провідник ОУН Тернопільської області (осінь 1940—1941), керівник організаційної референтури Крайового Проводу ОУН Західних Українських Земель (ЗУЗ) (1941—1944). Загинув у селі 19 липня 1944.
- Скасків Ярослав Григорович — діяч ОУН, обласний провідник ОУН (Б) Львівщини, нагороджений Срібним Хрестом Заслуги (1945, посмертно). Загинув у селі 19 липня 1944.

### Похований
- Шкамбара Осип Михайло Петрович — Крайовий провідник ОУН Львівщини